# بثينة بنت حيان
بثينة بنت حيان امرأة كانت معشوقة جميل بثينة. عاشت في العصر الأموي.

## سيرتها
اسمها بثينة بنت حيان ابن ثعلبة بن الهوذ العذرية الهوذية، نسبة إلى عذرة وهي بطن من قبيلة قضاعة. افتتن جميل بن معمر العذري ببثينة وهو غلام صغير، فلما كبر خطبها من أبيها فرده وزوجها من رجل آخر، فازداد هيامًا بها، ومما قاله في غزلها: